# Albert Montañés
Albert Montañés Roca (* 26. November 1980 in Sant Carles de la Ràpita) ist ein ehemaliger spanischer Tennisspieler.

## Karriere
Im Alter von sechs Jahren begann Montañés mit dem Tennisspielen. 1999 wurde er Profi.
2001 schlug er beim ATP-Turnier in Estoril Michael Chang und Karol Kučera, bevor er Juan Carlos Ferrero unterlag. Im selben Jahr erreichte er die dritte Runde der French Open, was er 2002 wiederholen konnte. Im selben Jahr konnte er beim ATP-Turnier in Rom die frühere Nummer 1 der Welt, Gustavo Kuerten, bezwingen. 2001 stand er erstmals in den Top 100 der Weltrangliste.
2004 erreichte Montañés die zweite Runde von Wimbledon, in der er Alexander Popp unterlag. 2005 zog er in die zweite Runde der US Open ein. 2006 und 2007 erreichte er erneut die dritte Runde der French Open. Am 2. August 2010 stand Montañés auf Platz 22 der Tennisweltrangliste, seine beste Platzierung. Im Laufe seiner Karriere gewann er sechs Titel im Einzel und weitere zwei im Doppel. Bei seinem zweiten Karrieretitel 2009 in Estoril konnte er im Viertelfinale und Endspiel jeweils Matchbälle abwehren, ein Kunststück, das nur wenigen Spielern vor ihm gelang. Außerdem hält er den unrühmlichen Rekord für die meisten Erstrundenniederlagen bei Grand-Slam-Turnieren. Zwischen 2001 und 2016 ging er bei 53 Turnieren 35 Mal nach der ersten Runde als Verlierer vom Platz.
Montañés spielte 2007 in der deutschen Bundesliga für den TK Kurhaus Aachen, danach spielte er auch für den Rochusclub Düsseldorf.
Nachdem sich Montañés in der zweiten Runde der Barcelona Open seinem Landsmann Feliciano López mit 2:6, 2:6 geschlagen geben musste, beendete er nach 18 Jahren seine Profikarriere.

## Erfolge
| Legende (Anzahl der Siege)                       |
| Grand Slam                                       |
| Tennis Masters Cup                               |
| ATP Masters Series ATP World Tour Masters 1000   |
| ATP International Series Gold ATP World Tour 500 |
| ATP International Series ATP World Tour 250 (8)  |
| ATP Challenger Tour (8)                          |

| Titel nach Belag |
| Hartplatz (1)    |
| Sand (7)         |
| Rasen (0)        |

### Einzel

#### Turniersiege

##### ATP World Tour
| Nr. | Datum              | Turnier     | Belag | Finalgegner   | Ergebnis        |
| --- | ------------------ | ----------- | ----- | ------------- | --------------- |
| 1.  | 20. Juli 2008      | Amersfoort  | Sand  | Steve Darcis  | 1:6, 7:5, 6:3   |
| 2.  | 10. Mai 2009       | Estoril (1) | Sand  | James Blake   | 5:7, 7:66, 6:0  |
| 3.  | 27. September 2009 | Bukarest    | Sand  | Juan Mónaco   | 7:62, 7:66      |
| 4.  | 9. Mai 2010        | Estoril (2) | Sand  | Frederico Gil | 6:2, 6:74, 7:5  |
| 5.  | 18. Juli 2010      | Stuttgart   | Sand  | Gaël Monfils  | 6:2, 1:2 aufgg. |
| 6.  | 25. Mai 2013       | Nizza       | Sand  | Gaël Monfils  | 6:0, 7:63       |

##### ATP Challenger Tour
| Nr. | Datum             | Turnier      | Belag | Finalgegner             | Ergebnis        |
| --- | ----------------- | ------------ | ----- | ----------------------- | --------------- |
| 1.  | 13. August 2000   | Prag         | Sand  | Filippo Volandri        | 6:1, 6:1        |
| 2.  | 2. September 2001 | Freudenstadt | Sand  | Victor Hănescu          | 6:0, 6:3        |
| 3.  | 12. Juni 2005     | Lugano       | Sand  | Flávio Saretta          | 7:5, 6:74, 7:65 |
| 4.  | 13. August 2006   | San Marino   | Sand  | Sergio Roitman          | 7:65, 6:75, 6:3 |
| 5.  | 13. April 2008    | Monza        | Sand  | Alberto Martín          | 3:6, 7:61, 6:3  |
| 6.  | 9. September 2012 | Genua        | Sand  | Tommy Robredo           | 6:4, 6:1        |
| 7.  | 18. November 2012 | Marbella     | Sand  | Daniel Muñoz de la Nava | 3:6, 6:2, 6:3   |
| 8.  | 17. August 2014   | Cordenons    | Sand  | Potito Starace          | 6:2, 6:4        |

#### Finalteilnahmen
| Nr. | Datum              | Turnier    | Belag | Finalgegner        | Ergebnis       |
| --- | ------------------ | ---------- | ----- | ------------------ | -------------- |
| 1.  | 16. September 2001 | Bukarest   | Sand  | Younes El Aynaoui  | 6:75, 6:72     |
| 2.  | 19. April 2004     | Valencia   | Sand  | Fernando Verdasco  | 6:75, 3:6      |
| 3.  | 28. Februar 2005   | Acapulco   | Sand  | Rafael Nadal       | 0:6, 7:62, 1:6 |
| 4.  | 29. April 2007     | Casablanca | Sand  | Paul-Henri Mathieu | 1:6, 1:6       |
| 5.  | 6. August 2011     | Kitzbühel  | Sand  | Robin Haase        | 4:6, 6:4, 1:6  |

### Doppel

#### Turniersiege
| Nr. | Datum          | Turnier    | Belag     | Partner                | Finalgegner                      | Ergebnis |
| --- | -------------- | ---------- | --------- | ---------------------- | -------------------------------- | -------- |
| 1.  | 29. April 2008 | Casablanca | Sand      | Santiago Ventura       | Jamie Cerretani Todd Perry       | 6:1, 6:2 |
| 2.  | 8. Januar 2010 | Doha       | Hartplatz | Guillermo García López | František Čermák Michal Mertiňák | 6:4, 7;5 |

#### Finalteilnahmen
| Nr. | Datum            | Turnier             | Belag | Partner               | Finalgegner                     | Ergebnis         |
| --- | ---------------- | ------------------- | ----- | --------------------- | ------------------------------- | ---------------- |
| 1.  | 29. Januar 2007  | Viña del Mar        | Sand  | Rubén Ramírez Hidalgo | Paul Capdeville Óscar Hernández | 6:4, 4:6, [6:10] |
| 2.  | 12. Februar 2007 | Costa do Sauípe (1) | Sand  | Rubén Ramírez Hidalgo | Lukáš Dlouhý Pavel Vízner       | 2:6, 6:74        |
| 3.  | 18. Februar 2007 | Buenos Aires        | Sand  | Rubén Ramírez Hidalgo | Sebastián Prieto Martín García  | 4:6, 2:6         |
| 4.  | 11. Februar 2008 | Costa do Sauípe (2) | Sand  | Santiago Ventura      | Marcelo Melo André Sá           | 6:4, 2:6, [7:10] |